# カミラ・フラトチャク
カミラ・フラトチャク（Kamila Frątczak、女性、1979年11月25日 - ）はポーランドの元女子バレーボール選手。現役時代のポジションはアウトサイドヒッター、オポジット。元ポーランド代表。

## 来歴
- クラブチーム

トゥレク出身。1996年、Energa MKS Kaliszへ入団。1996/97、1997/98シーズンのポーランドリーグでは2連覇を果たした。2000/01、2002/03シーズンのポーランドリーグは3位となった。2004/05シーズンはイタリアセリエA1のModena Volleyでプレーした。2005/06シーズンはイタリアセリエA1のTerra Sarda Tortolìでプレーした。2007/08シーズンよりポーランドリーグのMKS Muszynianka Muszynaへ移籍。国内リーグで2年連続で優勝、ポーランドカップで準優勝を果たした。2008/09シーズンで現役を引退した。
- 代表チーム

アンダーカテゴリーの代表として1996年、ジュニア欧州選手権で銅メダルを獲得した。1997年、U-20世界選手権で5位となった。2001年、シニアのポーランド代表に初選出され、同年の欧州選手権でデビュー。2003年、ワールドカップに出場した。2004年、ワールドグランプリ、モントルーバレーマスターズに出場した。2006年、世界選手権に出場した。

## 球歴
- 世界選手権 - 2006年
- ワールドカップ - 2003年
- ワールドグランプリ - 2004年、2006年
- 欧州選手権 - 2001年

## 所属クラブ
- Energa MKS Kalisz（1996-2004年）
- Modena Volley（2004-2005年）
- Terra Sarda Tortolì（2005-2006年）
- Volley Isernia（2006-2007年）
- ムシニアンカ・ムシナ（2007-2009年）